# Alessandro Cortinovis
Alessandro Cortinovis (Bergamo, 11 oktober 1977) is een voormalig Italiaans wielrenner.

## Overwinningen
geen

## Resultaten in voornaamste wedstrijden
| Jaar | Ronde van Italië | Ronde van Frankrijk | Ronde van Spanje |
| ---- | ---------------- | ------------------- | ---------------- |
| 2001 | 90e              |                     |                  |
| 2002 |                  | 140e                |                  |
| 2003 |                  |                     | opgave           |
| 2004 |                  |                     | 82e              |
| 2005 |                  | 98e                 | 82e              |
| 2006 | 105e             |                     |                  |
| 2007 | 113e             | 122e                |                  |

| Jaar | Milaan-San Remo | Gent-Wevelgem | Ronde van Vlaanderen | Parijs-Roubaix | Amstel Gold Race | Luik-Bast.‑Luik |  | Wereldranglijsten |
| ---- | --------------- | ------------- | -------------------- | -------------- | ---------------- | --------------- |  | ----------------- |
| 2001 |                 |               |                      |                |                  |                 |  |                   |
| 2002 | 60e             |               |                      |                | 92e              | 118e            |  |                   |
| 2003 | 51e             |               | 88e                  | 39e            | 114e             |                 |  |                   |
| 2004 | 80e             |               | 115e                 | 50e            |                  |                 |  |                   |
| 2005 | 101e            | 44e           |                      | 31e            |                  |                 |  |                   |
| 2006 |                 | 42e           | 88e                  | 45e            |                  |                 |  |                   |
| 2007 |                 | 70e           | 67e                  | 80e            |                  |                 |  | 126e (UPT)        |